# Esgana Cão
Esgana Cão ist eine Weißweinsorte. Der portugiesische Name Esgana Cão bedeutet wörtlich Hundewürger und spielt auf die Schärfe und Bitterkeit der Kerne an. Sie ist eine autochthone Sorte Portugals. Die noch häufig zu lesende Vermutung, dass es sich um den Riesling handelt, hat sich als falsch herausgestellt.
Ihr Anbau wird in den Regionen Trás-os-Montes, Beira Litoral, Ribatejo, Oeste, Madeira und den Azoren empfohlen. Darüber hinaus ist sie in den Regionen Douro, Minho und Beira Interior zugelassen. In den 1990er Jahren wurde eine Rebfläche von ca. 583 Hektar erhoben.
Die spät reifende Sorte ergibt einen alkoholischen, sehr säurehaltigen Wein. Aufgrund des hohen Säuregehalts wurde früher eine Verbindung zum Riesling vermutet. Unter dem Namen Esgana Cão ist sie in den DOC-Weinen der Bereiche Vinho Verde und Bucelas sowie im weißen Portwein enthalten. Unter Sercial wird sie auf der Insel Madeira kultiviert und gab auch einer Variante des Madeiraweins den Namen.
Synonyme: Cerceal, Cerceal Branco, Cerceal de Jaes, Escanoso, Esgana, Esganinho, Sercial
Siehe auch den Artikel Weinbau in Portugal sowie die Liste von Rebsorten.